# Temporada 2015-16 del Campeonato NACAM de Fórmula 4
La temporada 2015-16 del Campeonato NACAM de Fórmula 4 es la temporada inaugural del Campeonato NACAM de Fórmula 4. Comenzó el 1 de noviembre de 2015 con una ronda sin campeonato en el Autódromo Hermanos Rodríguez en la Ciudad de México, y terminó el 25 de junio de 2016 en el mismo lugar después de siete rondas de triple carrera.

## Equipos y Pilotos
| Equipo               | No. | Piloto                    | Rondas   |
| -------------------- | --- | ------------------------- | -------- |
| Telcel RPL Racing    | 2   | José Sierra               | Todas    |
| Telcel RPL Racing    | 24  | Fernando Urrutia          | Todas    |
| Telcel RPL Racing    | 79  | Santiago Lozano           | Todas    |
| Martiga EG           | 3   | Patricio O'Ward           | 3–6 *    |
| Martiga EG           | 16  | Hugo Becerra Jr.          | 1–2, 7   |
| Martiga EG           | 18  | Alexis Carreño            | Todas    |
| Ming Guyana          | 4   | Calvin Ming               | 1–2 *    |
| Ram Racing           | 4   | Calvin Ming               | 3–4, 7   |
| Ram Racing           | 8   | Axel Matus                | Todas    |
| Ram Racing           | 26  | Luis Leeds                | *        |
| Ram Racing           | 35  | Jorge Abed                | Todas    |
| MomoF4               | 5   | Alexandra Mohnhaupt       | Todas    |
| MomoF4               | 6   | Moisés de la Vara         | Todas    |
| MomoF4               | 7   | Andrés Gutiérrez          | 6–7      |
| Easy-Shop.com Racing | 9   | Daniel Forcadell          | 1, 3–7 * |
| Vecchi Racing        | 57  | Giancarlo Vecchi          | *        |
| Del Campo Motorsport | 15  | Giancarlo Vecchi          | 1        |
| Del Campo Motorsport | 15  | Luis Urbina               | *        |
| Del Campo Motorsport | 85  | Luis Alfonso Pérez        | 3, 6–7   |
| Marespi Racing       | 20  | Sergio "Marespi" Martínez | 7 *      |
| Marespi Racing       | 88  | Luis Alfonso Pérez        | 1–2      |
| Rodríguez Racing     | 22  | José Carlos Sandoval      | 1–5, 7   |
| J Bernal Racing      | 31  | Nil Montserrat            | 3, 5     |
| JV Motorsports       | 46  | Irwin Vences              | *        |
| TCR Motorsport       | 46  | Frankie Zack Boodram      | 1–4      |
| IBC Racing           | 53  | Alex Servín               | 7        |
| CEDVA Motorsport     | 55  | Jorge Contreras Jr.       | 1–5 *    |
| Moreno Racing        | 58  | Alejandro Moreno          | 1 *      |

## Calendario y Resultados
El calendario se publicó el 19 de julio de 2015. Todas las rondas se realizarán en México. La primera ronda inicialmente programada se celebró como una carrera sin campeonato en apoyo del Campeonato Mundial de Fórmula 1. Una versión actualizada del calendario se publicó el 22 de noviembre. Una versión más actualizada se presentó dos días después durante la presentación oficial de la primera ronda. En diciembre de 2015, el calendario se rehízo nuevamente, esta vez con siete fechas oficiales. Fue revisado por cuarta vez en febrero de 2016, y por quinta vez más tarde en abril.
| Ronda | Ronda | Circuito                        | Fecha          | Pole Position    | Vuelta Rápida        | Piloto Ganador    | Ganador Novato       | Equipo Ganador       |
| 2015  | 2015  | 2015                            | 2015           | 2015             | 2015                 | 2015              | 2015                 | 2015                 |
| ----- | ----- | ------------------------------- | -------------- | ---------------- | -------------------- | ----------------- | -------------------- | -------------------- |
| NC    | NC    | Autódromo Hermanos Rodríguez    | 1 de noviembre | Luis Leeds       | Patricio O'Ward      | Luis Leeds        | No se dio            | Ram Racing           |
| 1     | R1    | Autódromo Miguel E. Abed        | 5 de diciembre | Axel Matus       | José Sierra          | Axel Matus        | Moisés de la Vara    | Ram Racing           |
| 1     | R2    | Autódromo Miguel E. Abed        | 6 de diciembre |                  | Giancarlo Vecchi     | Giancarlo Vecchi  | Moisés de la Vara    | Del Campo Motorsport |
| 1     | R3    | Autódromo Miguel E. Abed        | 6 de diciembre | Axel Matus       | José Sierra          | Axel Matus        | Alexandra Mohnhaupt  | Ram Racing           |
| 2016  |       |                                 |                |                  |                      |                   |                      |                      |
| 2     | R1    | Óvalo Aguascalientes México     | 30 de enero    | Axel Matus       | José Carlos Sandoval | Axel Matus        | Moisés de la Vara    | Ram Racing           |
| 2     | R2    | Óvalo Aguascalientes México     | 31 de enero    |                  | Axel Matus           | Axel Matus        | Frankie Zack Boodram | Ram Racing           |
| 2     | R3    | Óvalo Aguascalientes México     | 31 de enero    | Axel Matus       | José Sierra          | Axel Matus        | Frankie Zack Boodram | Ram Racing           |
| 3     | R1    | Autódromo San Luis 400          | 27 de febrero  | Axel Matus       | Axel Matus           | Axel Matus        | Moisés de la Vara    | Ram Racing           |
| 3     | R2    | Autódromo San Luis 400          | 28 de febrero  |                  | José Carlos Sandoval | Moisés de la Vara | Moisés de la Vara    | MomoF4               |
| 3     | R3    | Autódromo San Luis 400          | 28 de febrero  | Axel Matus       | Axel Matus           | Patricio O'Ward   | Alexandra Mohnhaupt  | Martiga EG           |
| 4     | R1    | Circuito Centro Dinámico Pegaso | 2 de abril     | Patricio O'Ward  | Patricio O'Ward      | Patricio O'Ward   | Moisés de la Vara    | Martiga EG           |
| 4     | R2    | Circuito Centro Dinámico Pegaso | 3 de abril     |                  | Patricio O'Ward      | Patricio O'Ward   | Moisés de la Vara    | Martiga EG           |
| 4     | R3    | Circuito Centro Dinámico Pegaso | 3 de abril     | Patricio O'Ward  | Patricio O'Ward      | Patricio O'Ward   | Moisés de la Vara    | Martiga EG           |
| 5     | R1    | Autódromo Miguel E. Abed        | 8 de mayo      | Axel Matus       | Axel Matus           | Axel Matus        | Moisés de la Vara    | Ram Racing           |
| 5     | R2    | Autódromo Miguel E. Abed        | 8 de mayo      |                  | Patricio O'Ward      | Fernando Urrutia  | Alexandra Mohnhaupt  | Telcel RPL Racing    |
| 5     | R3    | Autódromo Miguel E. Abed        | 8 de mayo      | Axel Matus       | Fernando Urrutia     | Axel Matus        | Moisés de la Vara    | Ram Racing           |
| 6     | R1    | Autódromo Monterrey             | 11 de junio    | Axel Matus       | Axel Matus           | Patricio O'Ward   | Andrés Gutiérrez     | Martiga EG           |
| 6     | R2    | Autódromo Monterrey             | 12 de junio    |                  | Patricio O'Ward      | Patricio O'Ward   | Andrés Gutiérrez     | Martiga EG           |
| 6     | R3    | Autódromo Monterrey             | 12 de junio    | Axel Matus       | Andrés Gutiérrez     | Axel Matus        | Andrés Gutiérrez     | Ram Racing           |
| 7     | R1    | Autódromo Hermanos Rodríguez    | 24 de junio    | Andrés Gutiérrez | Axel Matus           | Axel Matus        | Andrés Gutiérrez     | Ram Racing           |
| 7     | R2    | Autódromo Hermanos Rodríguez    | 25 de junio    |                  | Axel Matus           | Axel Matus        | Andrés Gutiérrez     | Ram Racing           |
| 7     | R3    | Autódromo Hermanos Rodríguez    | 25 de junio    | Andrés Gutiérrez | Axel Matus           | Axel Matus        | Andrés Gutiérrez     | Ram Racing           |

## Campeonatos
| Posición | 1  | 2  | 3  | 4  | 5  | 6 | 7 | 8 | 9 | 10+ |
| Puntos   | 25 | 18 | 15 | 12 | 10 | 8 | 6 | 4 | 2 | 1   |

### Campeonato de Pilotos
| Pos                                                      | Piloto               | PUE1 | PUE1 | PUE1 | AGS | AGS | AGS | SLP | SLP | SLP | EDM | EDM | EDM | PUE2 | PUE2 | PUE2 | MTY | MTY | MTY | MEX | MEX | MEX | Pts |
| -------------------------------------------------------- | -------------------- | ---- | ---- | ---- | --- | --- | --- | --- | --- | --- | --- | --- | --- | ---- | ---- | ---- | --- | --- | --- | --- | --- | --- | --- |
| 1                                                        | Axel Matus           | 1    | Ret  | 1    | 1   | 1   | 1   | 1   | Ret | 11  | 2   | 9   | DSQ | 1    | 3    | 1    | 2   | 2   | 1   | 1   | 1   | 1   | 405 |
| 2                                                        | José Sierra          | 5    | 2    | 2    | 4   | 7   | 2   | 4   | 2   | 5   | 3   | 4   | 10  | 3    | 4    | 2    | 8   | 5   | 4   | 5   | 7   | 3   | 255 |
| 3                                                        | Patricio O'Ward      |      |      |      |     |     |     | 2   | NC  | 1   | 1   | 1   | 1   | 2    | 2    | 3    | 1   | 1   | 2   |     |     |     | 247 |
| 4                                                        | Fernando Urrutia     | 2    | 15   | 11   | 2   | 3   | 5   | 3   | 4   | 3   | 5   | 2   | 2   | 6    | 1    | 4    | 5   | Ret | 5   | 6   | 6   | 7   | 239 |
| 5                                                        | José Carlos Sandoval | 3    | 4    | 6    | 3   | 5   | Ret | 5   | 12  | 2   | 4   | Ret | 3   | 4    | 5    | 6    |     |     |     | 4   | 4   | 5   | 182 |
| 6                                                        | Santiago Lozano      | 9    | 8    | 10   | 5   | 2   | 3   | 7   | Ret | 6   | 7   | Ret | 7   | Ret  | 10   | 5    | 4   | 4   | 6   | 7   | 5   | 6   | 144 |
| 7                                                        | Andrés Gutiérrez     |      |      |      |     |     |     |     |     |     |     |     |     |      |      |      | 3   | 3   | 3   | 2   | 2   | 2   | 105 |
| 8                                                        | Moisés de la Vara    | 10   | 7    | Ret  | 6   | 12  | 10  | 8   | 1   | Ret | 6   | 5   | 4   | 7    | 11   | 8    | 9   | 7   | 9   | 10  | 9   | Ret | 100 |
| 9                                                        | Luis Alfonso Pérez   | 7    | 6    | 3    | 8   | NC  | 6   | 6   | 3   | 10  |     |     |     |      |      |      | 6   | Ret | 7   | 8   | 3   | 9   | 100 |
| 10                                                       | Alexis Carreño       | 8    | 3    | 9    | 10  | 9   | 7   | 10  | 9   | 7   | 8   | DNS | Ret | 5    | 6    | 7    | 7   | 6   | 10  | Ret | Ret | 8   | 88  |
| 11                                                       | Calvin Ming          | 16   | 9    | 7    | 9   | Ret | 12  | Ret | 5   | 4   | Ret | 3   | Ret |      |      |      |     |     |     | 3   | 8   | 4   | 80  |
| 12                                                       | Jorge Contreras Jr.  | 11   | 10   | 8    | 7   | 4   | Ret | 9   | 8   | DSQ | Ret | 7   | 5   | 8    | 8    | 9    |     |     |     |     |     |     | 60  |
| 13                                                       | Alexandra Mohnhaupt  | 15   | 11   | 14   | 11  | 10  | 9   | 11  | 7   | 8   | 9   | 6   | 6   | 9    | 9    | 10   | 12  | 8   | 8   | 11  | 11  | 11  | 57  |
| 14                                                       | Hugo Becerra Jr.     | 4    | 5    | 5    | 14  | 6   | 4   |     |     |     |     |     |     |      |      |      |     |     |     | 9   | Ret | DNS | 55  |
| 15                                                       | Giancarlo Vecchi     | 6    | 1    | 4    |     |     |     |     |     |     |     |     |     |      |      |      |     |     |     |     |     |     | 46  |
| 16                                                       | Jorge Abed           | 12   | 13   | 13   | 13  | 11  | 11  | 12  | 10  | 9   | 10  | 8   | 8   | 10   | 12   | 12   | 11  | 10  | 12  | 12  | 12  | 14  | 29  |
| 17                                                       | Frankie Zack Boodram | 17   | 14   | 15   | 12  | 8   | 8   | Ret | 11  | DNS | DNS | DNS | DNS |      |      |      |     |     |     |     |     |     | 13  |
| 18                                                       | Daniel Forcadell     | 13   | 12   | 12   |     |     |     | DSQ | DSQ | DSQ | Ret | Ret | 9   | DNS  | DSQ  | DSQ  | 10  | 9   | 11  | 13  | Ret | 10  | 11  |
| 19                                                       | Sergio Martínez      |      |      |      |     |     |     |     |     |     |     |     |     |      |      |      |     |     |     | 14  | 10  | 12  | 3   |
| 20                                                       | Álex Servín          |      |      |      |     |     |     |     |     |     |     |     |     |      |      |      |     |     |     | 15  | 13  | 13  | 3   |
| 21                                                       | Alejandro Moreno     | 14   | DNS  | DNS  |     |     |     |     |     |     |     |     |     |      |      |      |     |     |     |     |     |     | 1   |
| No puntúa ni bloquea al no contar con licencia americana |                      |      |      |      |     |     |     |     |     |     |     |     |     |      |      |      |     |     |     |     |     |     |     |
| –                                                        | Nil Montserrat       |      |      |      |     |     |     | 13  | 6   | 12  |     |     |     | Ret  | 7    | 11   |     |     |     |     |     |     | 0   |
| Pos                                                      | Piloto               | PUE1 | PUE1 | PUE1 | AGS | AGS | AGS | SLP | SLP | SLP | EDM | EDM | EDM | PUE2 | PUE2 | PUE2 | MTY | MTY | MTY | MEX | MEX | MEX | Pts |

| Color     | Resultado                                                               |
| --------- | ----------------------------------------------------------------------- |
| Oro       | Ganador                                                                 |
| Plata     | 2.ª plaza                                                               |
| Bronce    | 3.ª plaza                                                               |
| Verde     | Finalizó en los puntos                                                  |
| Azul      | Finalizó sin puntos                                                     |
| Azul      | NC - No clasificado                                                     |
| Violeta   | Ret - No terminó (Carrera)                                              |
| Rojo      | DNQ - No se clasificó                                                   |
| Negro     | DSQ - Descalificado                                                     |
| Blanco    | DNS - No empezó (carrera)                                               |
| Blanco    | WD - Retirado (fin de semana)                                           |
| Blanco    | C - Carrera cancelada                                                   |
| Sin color | DNP - Inscrito pero no participó                                        |
| Sin color | INJ - Lesionado                                                         |
| Sin color | EX - Excluido                                                           |
| Estado    | Resultado                                                               |
| Negrita   | Pole position                                                           |
| Cursiva   | Vuelta rápida                                                           |
| †         | Abandona, pero clasifica al completar el porcentaje requerido para ello |

### Copa de Novatos
| Pos | Piloto               | PUE1 | PUE1 | PUE1 | AGS | AGS | AGS | SLP | SLP | SLP | EDM | EDM | EDM | PUE2 | PUE2 | PUE2 | MTY | MTY | MTY | MEX | MEX | MEX | Pts |
| --- | -------------------- | ---- | ---- | ---- | --- | --- | --- | --- | --- | --- | --- | --- | --- | ---- | ---- | ---- | --- | --- | --- | --- | --- | --- | --- |
| 1   | Moisés de la Vara    | 10   | 7    | Ret  | 6   | 12  | 10  | 8   | 1   | Ret | 6   | 5   | 4   | 7    | 11   | 8    | 9   | 7   | 9   | 10  | 9   | Ret | 423 |
| 2   | Alexandra Mohnhaupt  | 15   | 11   | 14   | 11  | 10  | 9   | 11  | 7   | 8   | 9   | 6   | 6   | 9    | 9    | 10   | 12  | 8   | 8   | 11  | 11  | 11  | 388 |
| 3   | Andrés Gutiérrez     |      |      |      |     |     |     |     |     |     |     |     |     |      |      |      | 3   | 3   | 3   | 2   | 2   | 2   | 166 |
| 4   | Frankie Zack Boodram | 16   | 14   | 15   | 12  | 8   | 8   | Ret | 11  | DNS | DNS | DNS | DNS |      |      |      |     |     |     |     |     |     | 129 |
| 5   | Alex Servín          |      |      |      |     |     |     |     |     |     |     |     |     |      |      |      |     |     |     | 15  | 13  | 13  | 39  |
| Pos | Piloto               | PUE1 | PUE1 | PUE1 | AGS | AGS | AGS | SLP | SLP | SLP | EDM | EDM | EDM | PUE2 | PUE2 | PUE2 | MTY | MTY | MTY | MEX | MEX | MEX | Pts |

| Color     | Resultado                                                               |
| --------- | ----------------------------------------------------------------------- |
| Oro       | Ganador                                                                 |
| Plata     | 2.ª plaza                                                               |
| Bronce    | 3.ª plaza                                                               |
| Verde     | Finalizó en los puntos                                                  |
| Azul      | Finalizó sin puntos                                                     |
| Azul      | NC - No clasificado                                                     |
| Violeta   | Ret - No terminó (Carrera)                                              |
| Rojo      | DNQ - No se clasificó                                                   |
| Negro     | DSQ - Descalificado                                                     |
| Blanco    | DNS - No empezó (carrera)                                               |
| Blanco    | WD - Retirado (fin de semana)                                           |
| Blanco    | C - Carrera cancelada                                                   |
| Sin color | DNP - Inscrito pero no participó                                        |
| Sin color | INJ - Lesionado                                                         |
| Sin color | EX - Excluido                                                           |
| Estado    | Resultado                                                               |
| Negrita   | Pole position                                                           |
| Cursiva   | Vuelta rápida                                                           |
| †         | Abandona, pero clasifica al completar el porcentaje requerido para ello |

### Copa de Naciones
| Pos | Nación            | PUE1 | PUE1 | PUE1 | AGS | AGS | AGS | SLP | SLP | SLP | EDM | EDM | EDM | PUE2 | PUE2 | PUE2 | MTY | MTY | MTY | MEX | MEX | MEX | Pts |
| Pos | Nación            | R1   | R2   | R3   | R1  | R2  | R3  | R1  | R2  | R3  | R1  | R2  | R3  | R1   | R2   | R3   | R1  | R2  | R3  | R1  | R2  | R3  | Pts |
| --- | ----------------- | ---- | ---- | ---- | --- | --- | --- | --- | --- | --- | --- | --- | --- | ---- | ---- | ---- | --- | --- | --- | --- | --- | --- | --- |
| 1   | Colombia          | 9    | 8    | 10   | 5   | 2   | 3   | 7   | Ret | 6   | 7   | Ret | 7   | Ret  | 10   | 5    | 4   | 4   | 6   | 7   | 5   | 6   | 422 |
| 2   | Guyana            | 16   | 9    | 7    | 9   | Ret | 12  | Ret | 5   | 4   | Ret | 3   | Ret |      |      |      |     |     |     | 3   | 8   | 4   | 237 |
| 3   | Trinidad y Tobago | 16   | 14   | 15   | 12  | 8   | 8   | Ret | 11  | DNS | DNS | DNS | DNS |      |      |      |     |     |     |     |     |     | 114 |
| Pos | Nación            | R1   | R2   | R3   | R1  | R2  | R3  | R1  | R2  | R3  | R1  | R2  | R3  | R1   | R2   | R3   | R1  | R2  | R3  | R1  | R2  | R3  | Pts |
| Pos | Nación            | PUE1 | PUE1 | PUE1 | AGS | AGS | AGS | SLP | SLP | SLP | EDM | EDM | EDM | PUE2 | PUE2 | PUE2 | MTY | MTY | MTY | MEX | MEX | MEX | Pts |

| Color     | Resultado                                                               |
| --------- | ----------------------------------------------------------------------- |
| Oro       | Ganador                                                                 |
| Plata     | 2.ª plaza                                                               |
| Bronce    | 3.ª plaza                                                               |
| Verde     | Finalizó en los puntos                                                  |
| Azul      | Finalizó sin puntos                                                     |
| Azul      | NC - No clasificado                                                     |
| Violeta   | Ret - No terminó (Carrera)                                              |
| Rojo      | DNQ - No se clasificó                                                   |
| Negro     | DSQ - Descalificado                                                     |
| Blanco    | DNS - No empezó (carrera)                                               |
| Blanco    | WD - Retirado (fin de semana)                                           |
| Blanco    | C - Carrera cancelada                                                   |
| Sin color | DNP - Inscrito pero no participó                                        |
| Sin color | INJ - Lesionado                                                         |
| Sin color | EX - Excluido                                                           |
| Estado    | Resultado                                                               |
| Negrita   | Pole position                                                           |
| Cursiva   | Vuelta rápida                                                           |
| †         | Abandona, pero clasifica al completar el porcentaje requerido para ello |